# 5-ブロモ-4-クロロ-3-インドリル-β-D-ガラクトピラノシド
5-ブロモ-4-クロロ-3-インドリル-β-D-ガラクトピラノシド(略称BCIG 、通称X-gal（エックスギャル)）は、ガラクトースと置換インドールから構成される有機化合物である。1964年に米国ミシガン州デトロイトで、ジェローム・ホロヴィッツとその共同研究者によって合成された。
分子生物学において、β-ガラクトシダーゼにより分解されると青い色を呈する性質を利用して、組換えプラスミドに遺伝子が挿入されたことを確認する簡便な検査法である、ブルー・ホワイトセレクションに用いられている。

## 作用機構
酵母あるいは大腸菌において、ラクトースオペロンを構成する遺伝子lacZの翻訳産物であるβ-ガラクトシダーゼが発現すると、X-galはガラクトースと5-ブロモ-4-クロロ-3-インドールに切断される。5-ブロモ-4-クロロ-3-インドールは酸化されて、不溶性の青い色素である5,5'-ジブロモ-4,4'-ジクロロ-インディゴに変化する。これを用いて、寒天培地の中にX-galとβ-ガラクトシダーゼの誘導剤（通常はイソプロピル-β-チオガラクトピラノシド（IPTG））を加えておくことにより、ラクトースオペロンを発現しているコロニーを容易に見分けることができる。

## 応用

### レポーターアッセイ
lacZ遺伝子はX-galを含む培地と組み合わせてレポーター遺伝子として用いられる。例えば、ツーハイブリッド法では、酵母やバクテリア内で、タンパク質間相互作用が成立したものとしていないものを区別する必要がある。その際、プロモーターにの下流にlacZ遺伝子を置くと、コロニーが青色を呈したことでタンパク質間相互作用が成立したことを確認することが出来る。この方法の適用は、コロニーの数が約106より少なく、コロニー同士を区別できる時に限られる。X-galが分解されると、インドールの不快な匂いがする。

#### 飲料水の検査
分子生物学における使用に加え、X-GalはE. coliや大腸菌群が飲料水に含まれているかどうかを調べるのに用いられる。